# The Rock (Anglia)
The Rock – dzielnica miasta Telford, w Anglii, w Shropshire, w dystrykcie (unitary authority) Telford and Wrekin. Leży 7 km od miasta Shifnal. W 2001 miejscowość liczyła 3433 mieszkańców.